# Brevipalpus patulus
Brevipalpus patulus är en spindeldjursart som beskrevs av Mohammad Nazeer Chaudhri och Akbar 1985. Brevipalpus patulus ingår i släktet Brevipalpus och familjen Tenuipalpidae. Inga underarter finns listade.